# Journal d'Agriculture Tropicale et de Botanique Appliquée
Journal d'Agriculture Tropicale et de Botanique Appliquée (abreviado J. Agric. Trop. Bot. Appl.) fue una revista con ilustraciones y descripciones botánicas que fue editada en París. Se publicaron 23 números en los años 1954-1976. Fue precedida por Rev. Int. Bot. Appl. Agric. Trop. y reemplazada por JATBA.